# Betula pubescens subsp. carpatica
Betula pubescens subsp. carpatica é uma subespécie de planta com flor pertencente à família Betulaceae. 
A autoridade científica da subespécie é (Waldst. & Kit. ex Willd.) Asch. & Graeb, tendo sido publicada em Flora des Nordostdeutschen Flachlandes 253. 1898.

## Portugal
Trata-se de uma subespécie presente no território português, nomeadamente em Portugal Continental.
Em termos de naturalidade é nativa da região atrás indicada.

## Protecção
Não se encontra protegida por legislação portuguesa ou da Comunidade Europeia.